# Еміль Міхаловський
Еміль Міхаловський (пол. Emil Michałowski; 2 жовтня 1850, Сянік — 5 лютого 1919, Тернопіль) — польський педагог, директор Тернопільської чоловічої учительської семінарії (1892—1919), урядник, посол Галицького крайового сейму VII, VIII і IX скликання (1899—1913), бургомістр (урядовий комісар) Тернополя (1915—1917).

## Життєпис
Народився 2 жовтня 1850 року в Сяніку. Римо-католик. 1 вересня 1873 року почав працювати учителем. 
Екзамен за фахом склав 21 червня 1875 року. Іменований дійсним вчителем 11 березня 1876 року. Від 14 травня 1892 року — директор Тернопільської чоловічої учительської семінарії і перебував на цій посаді аж до своєї смерті. У 1897 році видав «Seminarium Nauczycielskie Męskie w Tarnopolu 1871—1896: sprawozdanie dyrekcji Seminarium». 2 лютого 1902 року отримав VI ранг за фахом. Іменований цісарсько-королівським урядовим радником. Перед 1909 роком відзначений Орденом Залізної Корони ІІІ класу.
Під час VII скликання Галицького крайового сейму (1895—1901), 21 листопада 1899 року був обраний послом на місце померлого Едварда Ріттнера. Потім став послом Галицького крайового сейму VIII (1901—1907) і IX (1909—1913) з ІІІ курії в Тернополі.
Співініціатор створення «Товариства вчителів». Довголітній голова «Товариства друзів музики». Перший голова товариства «Тернопільський науковий гурток» (1892). Учасник польського гімнастичного товариства «Сокіл» (від 1892).
Під час Першої світової війни від 1915 до 1917 року був на посаді бургомістра (урядового комісара) Тернополя.
Його внук Казімєж Міхаловський (1901—1981), археолог, єгиптолог, історик мистецтва.